# Жак-Рене Ебер
Жак-Рене Ебер (на френски: Jacques René Hébert, 15 ноември 1757–24 март 1794) е френски политик и публицист от времето на Великата френска буржоазна революция – представител на крайно лявото крило на якобинците, водач на ебертистите и защитник на санкюлотитие.

## Ранни години
Жак-Рене Ебер е роден в град Алансон, в областта Нормандия, Северна Франция. Син е бившия мирови съдия Жак Ебер, златар по професия. 
Завършва право в Колежа на Алансон. Известно време е писар в адвокатска кантора в Алансон, но след фалита ѝ се премества в Руан, а оттам - в Париж, където е повлиян от радикалните идеи, разпространяващи се сред столичната беднота.

## Революционна дейност
През 1790 г. Жак-Рене Ебер започва да издава радикалния вестник „Пер Дюшен“/ (Le Père Duchesne), в който публикува полемични статии, пропагандиращи леви идеи за политически свободи, равенство и братство, под псевдонима „Татко Дюшен“ (Père Duchesne).
През 1791 г. Жак Ебер е на Марсово поле и преживява последвалото Клане на Марсово поле, извършено от Националната гвардия на маркиз дьо Лафайет. Същата година Ебер става член на Клуба на корделиерите и е избран за негов председател през 1792 г. Като член на клуба Ебер получава място в Парижката община (комуна). Като такъв участва в атаката на Тюйлери от 10 август 1792 г.  През същия месец той става член на Якобинския клуб и пламенно изказва подкрепа на Септемврийските кланета. На 22 декември 1792 г. той е избран за втори заместник-прокурор на Парижката комуна. Също през 1792 г. Жак Ебер се жени за Мари-Маргьорит-Франсоаз Гупил, 37-годишна бивша монахиня, която му ражда дъщеря – Вирджиния Сципион-Ебер (1793 – 1830).
На 24 май 1793 г. той е арестуван по заповед на Комитета за обществено спасение, но под натиска на санкюлотите е освободен 3 дни по-късно. На 2 юни 1793 г. якобинците извършват преврат срещу управлението на жирондинците и установяват контрол върху Конвента и Комитета за обществено спасение. До август 1793 г. Ебер участва в кампанията срещу жирондистите.
След масови арести на жирондинци, якобинците установяват якобинска диктатура. През септември 1793 г. доминираният от тях Конвент започва насочена срещу враговете на революцията в страната кампания, преди всичко за изтребването им, известна като Големият терор и Царството на терора. Символ на тази политика става гилотината (машина за бързо обезглавяване), с каквато са избити много жирондинци, а също и хиляди други аристократи, духовници и граждани, заподозрени в анти-революционна дейност или съпричастност към такава.
Междувременно Ебер застава начело на група атеисти, известни като ебертисти, които в противовес на деизма на Робеспиер пропагандират дехристиянизация на обществото и въвеждане на граждански култ към разума. Програмата на ебертистите е насочена главно срещу католицизма в страната и включва прогонване на част от духовниците  и физическото унищожение на други (т.нар. "незаклели се" така или иначе са подложени на гонения), а също и затваряне на църквите и манастирите, разрушаване на религиозните монументи, въвеждане на граждански култ и церемонии, унищожаване на целибата на монасите чрез насилствени бракове и забрана на молитвите.
Привържениците на Робеспиер, в областта на религията, надделяват и на 8 юни 1794 г. Конвентът прави Култа към Върховното същество официален. Реформите на Робеспиер са посрещнати изключително остро от Ебер, който го обвинява в посегателство срещу свободата. Същите обвинения Ебер отправя и по отношение на инспирираните от Дантон реформи. С критиките си Ебер и хората му си навличат обвинения от страна на Революционния трибунал в разпуснатост, анархизъм и измяна. Издадена е заповед за арестуването им в нощта срещу 13 март 1794 г. След 3-дневен процес Жак-Рене Ебер е осъден на смърт и гилотиниран на 24 март 1794 г. Жена му е гилотинирана 20 дни след него – на 13 април 1794 г.